# Skate 2
Skate 2 är ett datorspel släppt 2009, uppföljare till spelet Skate från 2007. Skate 2 handlar om att använda en skateboard tillsammans med proffs som Rob Dyrdek och Big Black.